# Motorový vůz Uerdingen
Jako motorové vozy Uerdingen (německy Uerdinger Schienenbus) jsou označovány dvounápravové železniční motorové vozy lehké konstrukce, které byly v 50. a 60. letech 20. století vyráběny ve firmě Waggonfabrik Uerdingen (později DUEWAG, nyní včleněna do společnosti Siemens AG), která se nachází v Uerdingenu, části německého města Krefeld. Celkem jich bylo vyrobeno (včetně licenční výroby) 1 492 kusů. Byly využívány společností Deutsche Bundesbahn (DB) a dalšími soukromými dopravci. DB, u kterých nesly řadu VT 95 (později 795) a VT 98 (později 798), je vyřadily nejpozději do roku 2000. Část vozů řady 798 byla v roce 1988 upravena pro jednomužnou obsluhu (pouze strojvedoucí) a nově byla označena řadou 796.

## Konstrukce
Vozová skříň je samonosná ocelová a je usazena na dvou jednonápravových podvozcích. Vozy řady 795 mají pouze jeden motor, jenž pohání jednu z náprav, řada 798 již je vybavena dvěma motory, takže hnací jsou obě nápravy. Vstup do vozu je zajištěn dvěma skládacími dveřmi v každé bočnici, dveře ústí na plošinu, kde se nachází stanoviště strojvedoucího. Sedačky v oddílu pro cestující jsou rozmístěny 2+3.

## Motorový vůz řady 815 v Česku
Vůz 796.757 byl v Německu zakoupen podnikatelem Radanem Stiftem v roce 2000, později byl odprodán společnosti Česká severní dráha. V roce 2002 byl administrativně označen českým označením 815.001, do léta 2003 byl celkově opraven a později byly uskutečněny zkušební jízdy na tratích SŽDC. Na podzim 2003 byl odprodán německé firmě Hochwaldbahn Eisenbahnbetriebs- und Bahnservicegesellschaft (označila jej VT 61), která v roce 2005 odkoupila zbývající podíly ve společnosti Sächsisch-Böhmische Eisenbahngesellschaft, dopravci na železniční trati Žitava – Großschönau – Varnsdorf – Eibau, od České severní dráhy a firmy Sächsisch-Oberlausitzer Eisenbahngesellschaft. Od roku 2004 používala vůz pro zajištění provozu na trati Žitava – Liberec společnost Railtrans.